# Albert Janse

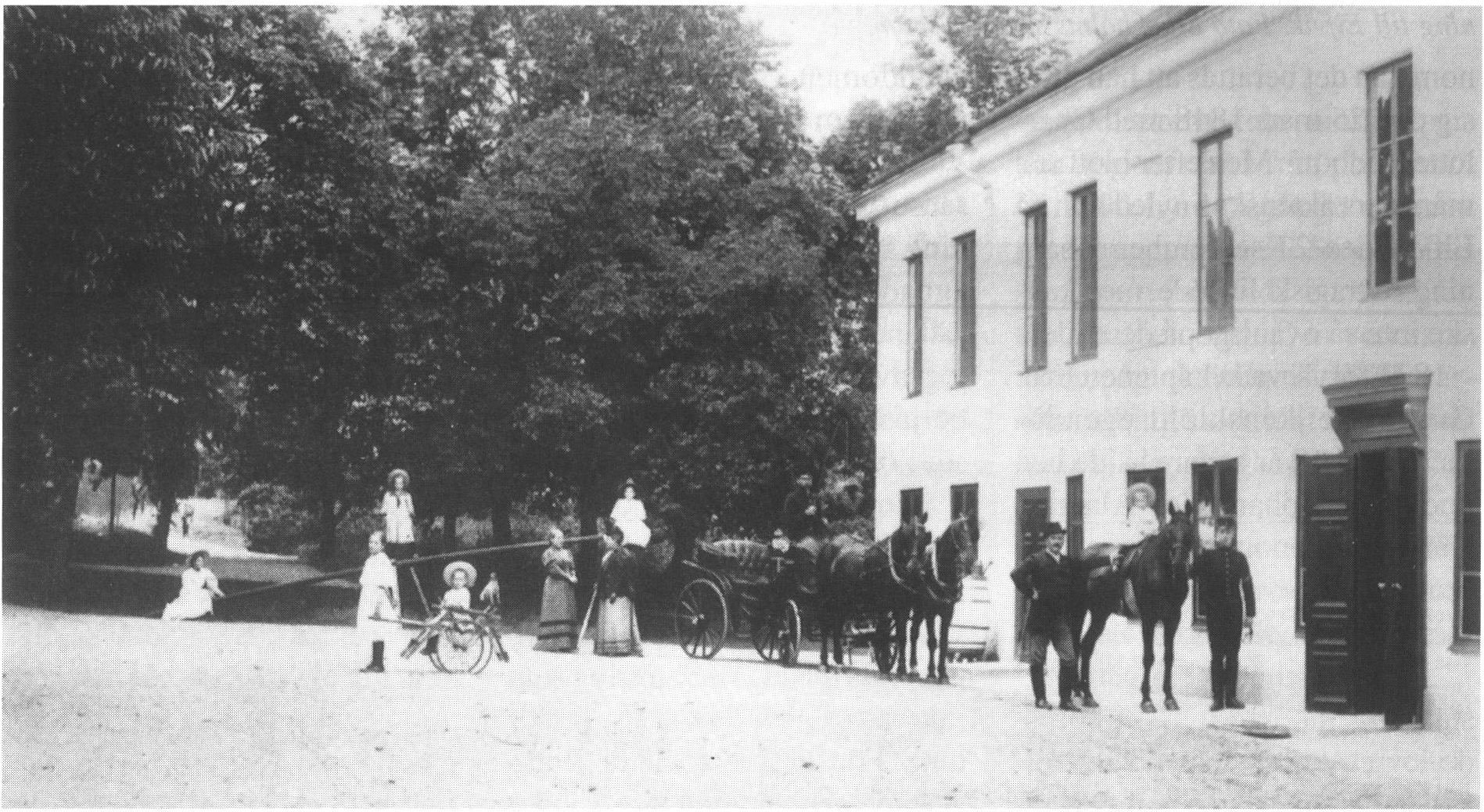
Familjen Janse samlad vid entrén till Elfviks gårds herrgårdsbyggnad. Huset saknade vid denna tid utbyggd farstukvist. Foto från år 1895.

Albert Fredrik Daniel Janse, född 3 maj 1854 i Norrköpings Sankt Olai församling, död 8 januari 1937 i Lidingö, var en svensk militär (överstelöjtnant).

## Biografi
1875 blev han underlöjtnant vid Svea artilleriregemente (A 1) och genomgick därefter Artilleri- och ingenjörsskolan. 1893 befordrades han till kapten, 1903 till major och 1907 till överstelöjtnant. 1889 hade paret Janse förvärvat Elfviks gård på Lidingö av Johan Olof Ålander. I slutet av 1907 stod han inför valet att bli befordrad till överste med placering på Norrlands artilleriregemente (A 4) i Östersund eller att kunna bo kvar på Elfviks gård. Han valde Elfvik och begärde avsked ur armén med avsikten att i stället dra igång lantbruket på Elfvik som legat i träda under många år. Stora investeringar gjordes i gården och många nya byggnader tillkom. Familjen Janses stora insatser på Elfviks gård under en tidsperiod av nästan 50 år kom att bli avgörande för gårdens fortlevnad som gods med ett aktivt lantbruk ända in i våra dagar.
Albert Janse hade också kommunala uppdrag och var en följd av år ordförande i Lidingös kommunalnämnd och satt 17 år i landstingets styrelse.
1932 donerade familjen Janse Fågelöudde omfattande ett 35 000 m2 stort strandområde till Lidingö stad med avsikt att utnyttjas för friluftsbad och för att barn skulle få simundervisning. Janse skänkte också en tomt vid Långnäs på Elfvik för att en skola skulle byggas i samband med att skolväsendet på Lidingö utvecklades. Skolbyggnaden som uppfördes fanns kvar fram till 1973 då huset revs.

### Familj
Janse gifte sig 1881 med Caroline Elisabeth (född Swartz, 6 november 1856). De fick sex barn, fem flickor och en pojke: Ester (född 1882), Elisabeth (född 1883), Alma (född 1884), Märta (född 1886), Carin (född 1890) och Pehr (född 1893). Albert Janse är begravd på Lidingö kyrkogård.

## Fotnoter
1. ↑  Sveriges Dödbok 1901–2009, DVD-ROM, Version 5.00, Sveriges Släktforskarförbund (2010).
2. ↑  FinnGraven